# Военно-воздушные силы Парагвая
Военно-воздушные силы Парагвая (исп. Fuerza Aérea de Paraguay) — являются одним из видов вооружённых сил Республики Парагвай.
Задачами парагвайских ВВС являются гарантия территориальной целостности страны и защита законной власти. В соответствии с действующей Конституцией. ВВС призваны обеспечивать воздушную оборону Парагвая, а также взаимодействовать с другими родам войск в целях защиты и обеспечения жизненно важных интересов нации.

## История
ВВС Парагвая появились во время гражданской войны 1923 года, причём как на стороне правительственных войск, так и на стороне мятежников.
29 июня 1989 года, приказом главнокомандующего за Nº 70, официальное название воздушных сил Парагвая было изменено с Командования Воздухоплавания (исп. Comando de Aeronáutica) на Командование Воздушных Сил (исп. Comando de la Fuerza Aérea).

## Структура
- 1-я воздушная бригада  (исп. Primera Brigada Aérea)
- Воздушная транспортная бригада (исп. Brigada Aerotransportada)
- Материально-техническая бригада (исп. Brigada Logística)
- Военно-воздушное училище (исп. Instituto Aeronáutico de Enseñanza)
- Управление воздушных регионов (исп. Comando de Regiones Aéreas)

## Боевой состав
| Обозначение формирования или части | Вооружение и оснащение | Место расположения |
| ---------------------------------- | ---------------------- | ------------------ |
| исп. Primera Brigada Aérea         |                        |                    |
| исп. Brigada Aerotransportada      |                        |                    |
| исп. Brigada Logística             |                        |                    |

## Техника и вооружение
Данные о технике и вооружению ВВС Парагвая взяты с официальной страницы ВВС , а также со страницы журнала Aviation Week & Space Technology.
| Тип                               | Производство    | Назначение                                | Количество      | Примечания      |                 |
| Боевые самолёты                   | Боевые самолёты | Боевые самолёты                           | Боевые самолёты | Боевые самолёты | Боевые самолёты |
| --------------------------------- | --------------- | ----------------------------------------- | --------------- | --------------- | --------------- |
| Embraer EMB-326                   | Бразилия        | учебно-боевой                             | нет данных      |                 |                 |
| Транспортные самолёты             |                 |                                           |                 |                 |                 |
| Beech E90                         | США             | общего назначения                         | 1               |                 |                 |
| Boeing 707-321B                   | США             | транспортный самолёт                      | 1               |                 |                 |
| British Aerospace HS. 125—400     | Великобритания  | VIP транспорт                             | 1               |                 |                 |
| CASA C-212-200 CASA C-212-400     | Испания         | транспортный самолёт транспортный самолёт | 4 1             |                 |                 |
| Cessna 402B Cessna 402C           | США             | VIP транспорт VIP транспорт               | 2 1             |                 |                 |
| Cessna 185                        | США             | общего назначения                         | 1               |                 |                 |
| Cessna 210                        | США             | общего назначения                         | 1               |                 |                 |
| Cessna 208B Grand Caravan         | США             | общего назначения                         | 2               |                 |                 |
| Cessna U206C                      | США             | общего назначения                         | 3               |                 |                 |
| De Havilland Canada DHC-6-200     | Канада          | транспортный самолёт                      | 1               |                 |                 |
| Piper PA-23                       | США             | общего назначения                         | 1               |                 |                 |
| Учебные самолёты                  |                 |                                           |                 |                 |                 |
| Embraer EMB-312                   | Бразилия        | учебно-тренировочный                      | 3               |                 |                 |
| Enaer T-35                        | Чили            | учебно-тренировочный                      | 5               |                 |                 |
| Neiva T-25                        | Бразилия        | учебно-тренировочный                      | 6               |                 |                 |
| North American AT-6G              | США             | учебно-тренировочный                      | 2               |                 |                 |
| PZL Wilga 35                      | Польша          | учебно-тренировочный                      | 2               |                 |                 |
| Вертолёты                         |                 |                                           |                 |                 |                 |
| Bell Helicopter Textron UH-1H     | США             | многоцелевой вертолёт                     | 8               |                 |                 |
| Helicopteros do Brasil SA HB 350B | Бразилия        | многоцелевой вертолёт                     | 3               |                 |                 |

## Опознавательные знаки
- Опознавательный знак ВВС Парагвая
- Знак на киль

## Знаки различия

### Генералы и офицеры
Офицерские звания в ВВС Парагвая на одну ступень выше армейского. Таким образом, полковник ВВС будет равен бригадному генералу Сухопутных войск.
| Категории               | Генералы           | Генералы  | Старшие офицеры  | Старшие офицеры | Старшие офицеры | Младшие офицеры   | Младшие офицеры | Младшие офицеры   |
| ----------------------- | ------------------ | --------- | ---------------- | --------------- | --------------- | ----------------- | --------------- | ----------------- |
|                         |                    |           |                  |                 |                 |                   |                 |                   |
| Парагвайское звание     | General de Brigada | Coronel   | Teniente Coronel | Mayor           | Capitán         | Teniente Primero  | Teniente        | Subteniente       |
| Российское соответствие | Генерал-лейтенант  | Полковник | Подполковник     | Майор           | Капитан         | Старший лейтенант | Лейтенант       | Младший лейтенант |

### Сержанты и солдаты
| Категории               | Подофицеры            | Подофицеры        | Подофицеры  | Сержанты и старшины | Сержанты и старшины | Сержанты и старшины   | Сержанты и старшины | Солдаты      | Солдаты      | Солдаты |
| ----------------------- | --------------------- | ----------------- | ----------- | ------------------- | ------------------- | --------------------- | ------------------- | ------------ | ------------ | ------- |
|                         |                       |                   |             |                     |                     |                       |                     |              |              |         |
| Парагвайское звание     | Sub-Oficial Principal | Sub-Oficial Mayor | Sub-Oficial | Sargento Ayudante   | Sargento Primero    | Vice-Sargento Primero | Sargento Segundo    | Cabo Primero | Cabo Segundo | Soldato |
| Российское соответствие | Старший прапорщик     | Прапорщик         | нет         | Старшина            | Старший сержант     | Сержант               | Младший сержант     | Ефрейтор     | нет          | Рядовой |